# James Turner Morehead (Politiker, 1799)
James Turner Morehead (* 11. Januar 1799 im Rockingham County, North Carolina; † 5. Mai 1875 in Greensboro, North Carolina) war ein US-amerikanischer Politiker. Zwischen 1851 und 1853 vertrat er den Bundesstaat North Carolina im US-Repräsentantenhaus.

## Werdegang
James Morehead besuchte die öffentlichen Schulen seiner Heimat und studierte danach bis 1819 an der University of North Carolina in Chapel Hill. Nach einem anschließenden Jurastudium und seiner Zulassung als Rechtsanwalt begann er in Greensboro in diesem Beruf zu arbeiten. In den Jahren 1832, 1834 und 1835 war er als Commissioner faktisch Bürgermeister von Greensboro. In den 1830er Jahren wurde Morehead Mitglied der Whig Party. Zwischen 1835 und 1842 saß er mehrfach im Senat von North Carolina. Von 1836 bis 1868 war er Kurator der University of North Carolina.
Bei den Kongresswahlen des Jahres 1850 wurde Morehead im vierten Wahlbezirk von North Carolina in das US-Repräsentantenhaus in Washington, D.C. gewählt, wo er am 4. März 1851 die Nachfolge von Augustine Henry Shepperd antrat. Da er im Jahr 1852 auf eine erneute Kandidatur verzichtete, konnte er bis zum 3. März 1853 nur eine Legislaturperiode im Kongress absolvieren. Diese war von den Diskussionen und Ereignissen im Vorfeld des Bürgerkrieges bestimmt. Dabei ging es vor allem um die Frage der Sklaverei.
Nach seinem Ausscheiden aus dem US-Repräsentantenhaus praktizierte Morehead wieder als Anwalt. Er war außerdem in der Landwirtschaft tätig und betrieb ein Eisenwerk. James Morehead starb am 5. Mai 1875 in Greensboro. Er war der jüngere Bruder von Gouverneur John Motley Morehead.